# 来迎寺 (千葉市)
来迎寺（らいこうじ）は、千葉市稲毛区轟町にある浄土宗系の単立寺院。

## 由緒
1256年（建治2年）に千葉貞胤の開基、一遍の開山により時宗の寺として創建されたという。もとは来光寺と号し千葉郡道場北（現在の千葉市中央区院内2丁目）にあり、時宗の道場が置かれた。当麻派本寺の無量光寺の有力末寺で、中世の無量光寺の他阿上人はほとんどがこの寺の住職を経ている。
天正年間（1573年-1592年）知恩院29世・満誉尊照によって浄土宗に改められた。1945年（昭和20年）の千葉空襲により現在の轟町に移転し、その後に独立して単立寺院となった。
春は桜の名所である。周辺には宗胤寺や大日寺など、同じように戦災によって移転してきた千葉氏所縁の寺がある。

## 文化財
- 千葉市指定有形文化財
  - 木造阿弥陀如来立像 - 13世紀後半のもの[4]
  - 来迎寺の五輪塔 - 千葉氏胤ら7基[4]

## 交通アクセス
- 東日本旅客鉄道総武線西千葉駅から徒歩15分
- 千葉都市モノレール作草部駅から徒歩12分